# Steriogram
Steriogram é uma banda de rock alternativo/pop punk neo-zelandeza.

## Membros
- Tyson Kennedy - vocais
- Brad Carter - vocais/guitarras
- Jared Wrennall - bateria/vocais
- Tim Youngson -guitarra
- Jake Adams - baixo

## Discografia

### Álbuns
- 2004: Schmack!
- 2006: This Is Not the Target Market
- 2010: Taping The Radio

### EPs
- 1999: Soccerstar
- 2001: Sing The Night Away

### Singles
| Ano  | Single              | Performance nas paradas | Álbum                         |
| ---- | ------------------- | ----------------------- | ----------------------------- |
| 2004 | "White Trash"       | —                       | Schmack!                      |
| 2004 | "Walkie Talkie Man" | #14 (NZ) #19 (UK)       | Schmack!                      |
| 2004 | "Roadtrip"          | —                       | Schmack!                      |
| 2005 | "Go"                | #28 (NZ)                | Schmack!                      |
| 2005 | "Tsunami"           | —                       | Schmack!                      |
| 2005 | "On And On"         | —                       | Schmack!                      |
| 2006 | "Just Like You"     | —                       | This Is Not the Target Market |
| 2007 | "Own Way Home"      | —                       | This Is Not the Target Market |